# رونالد جاي ستيرن
رونالد جاي ستيرن (بالإنجليزية: Ronald J. Stern)‏ هو رياضياتي وأستاذ جامعي أمريكي، ولد في 20 يناير 1947 في شيكاغو في الولايات المتحدة.